# ヤプ・ロイキン
ヤプ・ロイキン（中国語: 葉睿慶、英語:  Yap Roy King、2001年2月10日 - ）は、マレーシアの男子バドミントン選手。

## 経歴
2023年6月からは2歳年下のジュナイディ・アリフとペアを組む。
2024年3月のスペイン・マスターズでは準優勝を果たした。